# 三灣一弄
三湾一弄是中華人民共和國上海市普陀區朱家湾、潭子湾、潘家湾和藥水弄四個地區的統稱，曾經是上海市的一個棚戶區。

## 三湾
上海地名习惯中，当河道发生急弯时，當地人把凸出的一面叫作“嘴”，如陆家嘴、周家嘴，把凹进的一面叫作“湾”,如江湾、卢家湾。朱家湾、潭子湾、潘家湾（潭子湾、潘家湾均位於現今的中遠兩灣城）分别位於普陀区苏州河北岸的三个急弯处。三湾地区在清朝和中華民國初年是人口密集的村庄和墟市，其中潘家湾是湖州丝业会馆及上海丝业市场所在地。1924年的江浙战争中三湾地区的集市被破坏。淞滬會戰時三湾地区又被轟炸。以后苏北难民在该地区搭建棚户，使得三灣地區成為上海棚户最集中的地区。當地被外界形容為一线天、水帘洞、滚地龙。
普陀区歷史上有兩條分別以潘家灣和潭子灣命名的道路。潘家湾路曾經东起交通路、中兴路路口口並且穿越沪宁铁路，全长1050米，修建於1950年。潭子湾路原名潭子湾大街，1951年扩建后改為潭子灣路，它曾經位於彭越浦北岸，东起交通路，西至吴淞江潭西渡口，中与沪宁铁路相交，全长710米。

## 药水弄
药水弄則位於普陀区境内苏州河南岸小沙渡路（西康路）以西、劳勃生路（長壽路）以北的地区。1860年，英商立德洋行（Little&Co.）在新闸桥苏州河边建立个生产工业用酸工厂。1875年，申报创办人美查兄弟（F.Ma-jor和E.Major）参股，并进行重新改组，改称Kiangsu Acid, Chemical &Soaps Works，中文名江苏药水厂，生产酸碱、熔炼金银，兼制肥皂。由於工廠对周围环境及苏州河污染威胁太大，於是公共租界当局下令限期搬迁，约二十世纪初（一說1907年）该厂迁至公共租界西北界的小沙渡（西康路）外苏州河边。江苏药水厂還修筑了一条通向公共租界的小路，这条小路被称为药水弄，后来该弄被编为西康路1501弄，20世纪80年代这条弄堂被拓宽并入延长后的宜昌路1942年3月5日下午5时许，3个日本人路过普陀路草鞋浜小路边（今陕西北路）時，被人伏击杀死。日军宪兵队长竺田得到普陀路巡捕房的报告，立即率领大批宪兵查勘现场，并会同普陀路巡捕房捕探附近地区实行紧急封锁，之後又对药水弄进行封锁。药水弄被封锁后，垃圾粪便堆積，疾病流行，老弱病幼无医无药，不少人相继死亡。有人試圖衝出包圍圈，但被日本憲兵抓住毆打。药水弄在15天的封锁期内，饿死、病死、打死约200人。至3月20日下午6时，日本方面才宣布解除封锁，恢复交通。

## 後續
中華人民共和國建國后，历届上海市和普陀区政府均把改造三湾一弄列入计划，但均以经济或其他原因而擱置。1978年改革开放以后，朱家湾和药水弄率先改造，药水弄改造工程在1990年代竣工后更名为长寿新村，而潭子湾、潘家湾直到1998年才開始改造，最終成為中遠兩灣城一部分。